# 吉安·马里亚·沃隆特

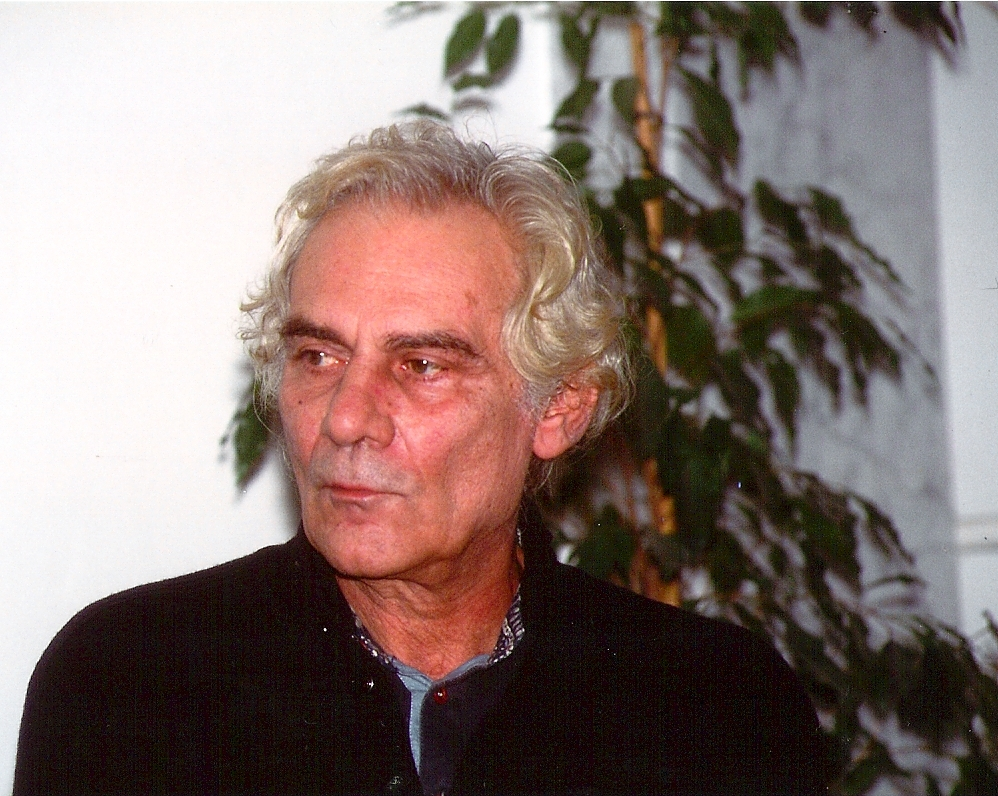
吉安·马里亚·沃隆特

吉安·马里亚·沃隆特（Gian Maria Volonté，1933年4月9日－1994年12月6日）是一位意大利演员。荒野大鏢客、黄昏双镖客這2部電影中都有他的鏡頭。对一个不容怀疑的公民的调查中也有他的鏡頭。他還获得過第36屆坎城影展节最佳男演員獎以及最佳男演員銀熊獎。 後來他在拍電影時因心脏病发作去世。